# مقبرة نظام الملك
مقبرة نظام الملك (بالفارسية: آرامگاه نظام‌الملک)، هي مقبرة تقع في حي أحمد آباد في أصفهان. كان نظام الملك الوزير القوي لبعض السلاطين السلاجقة. يوجد بجانب شاهد قبره شاهدان آخران يخصان ملك شاه وزوجته تاركان خاتون، اللذين ربما كان لهما يد في مقتله. إلى جانب التغييرات العديدة في الحديقة وهيكل القبر، تم أيضًا تغيير شواهد القبور الثلاثة القيّمة. يعود تاريخ شواهد القبور البسيطة الحالية إلى العصر الصفوي. لم تذكر عليها أسماء (ربما بالقصد) ويوجد عليها بعض الآيات من القرآن. شاهد القبر المعروف بقبر نظام الملك هو شاهد قبر رخامي أبعاده 2 م × 35 سم × 38 سم (الطول × العرض × الارتفاع).